# Leptostylopsis perfasciatus
Leptostylopsis perfasciatus es una especie de escarabajo longicornio del género Leptostylopsis, tribu Acanthocinini, familia Cerambycidae. Fue descrita científicamente por Lingafelter & Micheli en 2009.

## Distribución
Se distribuye por República Dominicana.

## Descripción
La especie mide 7-11 milímetros de longitud. El período de vuelo ocurre en los meses de enero, abril, mayo, junio, julio y agosto.